# Molamboz
Molamboz település Franciaországban, Jura megyében. Lakosainak száma 88 fő (2022. január 1.). Molamboz Ounans, Mathenay, La Ferté és Vadans községekkel határos.

## Népesség
A település népességének változása:
| Lakosok száma | 107  | 93   | 107  | 94   | 76   | 85   | 90   | 88   | 88   | 88   |
|               | 1968 | 1982 | 1990 | 2006 | 2013 | 2015 | 2017 | 2019 | 2020 | 2022 |